# Helmiopsis pseudopopulus
Helmiopsis pseudopopulus är en malvaväxtart som först beskrevs av Henri Ernest Baillon, och fick sitt nu gällande namn av René Paul Raymond Capuron. Helmiopsis pseudopopulus ingår i släktet Helmiopsis och familjen malvaväxter. Inga underarter finns listade i Catalogue of Life.